# Manchasandra, Chiknayakanhalli
Manchasandra là một làng thuộc tehsil Chiknayakanhalli, huyện Tumkur, bang Karnataka, Ấn Độ.